# 4275 Bogustafson
A 4275 Bogustafson (ideiglenes jelöléssel 1981 EW14) a Naprendszer kisbolygóövében található aszteroida. Schelte J. Bus fedezte fel 1981. március 1-én.